# Seznam naselij Primorsko-goranske županije
Seznam naselij Primorsko-goranske županije.
Opomba: Naselja v ležečem tisku so opuščena.

## B
Bajčići - Bakar - Bakar, Rijeka - Bakarac - Banjol - Banovina, Fužine - Barbat na Rabu - Barušići - Bater - Batomalj - Bazli - Baška - Baštijani - Begovo Razdolje - Bela Vodica - Belej - Beli - Belo Selo - Belo - Belski Ravan - Benkovac Fužinski - Bile - Biljevina - Blaževci - Bogovići - Brdce - Bregi - Brestova - Brestova Draga - Breza - Breze - Brezje Dobransko - Brešca - Bribir - Brinjeva Draga - Brnelići - Brnčići - Brod Moravice - Brod na Kolpi - Brseč - Brusići - Brzac - Bukov Vrh - Bunjevci - Buzdohanj - Buzin -

## C
Carevići - Cernik - Colnari - Crni Lazi - Crni Lug - Crno -

## Ć
Ćikovići - Ćunski - 

## Č
Čavle - Čedanj - Čižići - Čučak - 

## D
Damalj - Dedin - Delači - Divjake - Dobreć - Dobrinj - Dokmanovići - Dolenci - Donja Dobra - Donja Krašićevica - Donja Lamana Draga - Donje Tihovo - Donji Kraj - Donji Ložac - Donji Okrug - Donji Šajn - Donji Turni - Donji Vukšići - Donji Vučkovići - Donji Zagon - Donji Šehovac - Donji Žagari - Doričići - Draga Bašćanska - Draga Lukovdolska - Dragovići - Dragozetići - Dramalj - Drastin - Dražice - Drinak - Drivenik - Dujmići -

## F
Fažonci - Ferbežari - Filozići - Fužine -

## G
Gabonjin - Garica - Gašparci - Gerovo - Gerovski Kraj - Glavani - Glavotok -  Golik - Goliki - Golovik - Gomirje - Gorani - Gorači - Gorenci - Gorica Skradska - Gornja Dobra - Gornja Krašićevica - Gornja Lamana Draga - Gornje Tihovo - Gornji Kuti - Gornji Ložac - Gornji Okrug - Gornji Turni - Gornji Vukšići - Gornji Vučkovići - Gornji Zagon - Gornji Šajn - Gornji Šehovac - Gornji Žagari - Goršeti - Gostinjac - Grabrova - Gramalj - Grbajel - Grižane-Belgrad - Grmov - Grobnik - Gusti Laz - Guče Selo -

## H
Hajdine - Hambarište - Hlapa - Hlevci - Homer - Hosnik - Hreljin - Hrib - Hribac - Hrvatsko - 

## I
Ika - Ilovik, Mali Lošinj - Ilovik, Čavle - Ivanje - Ičići - Iševnica - 

## J
Jablan - Jadranovo - Jakov Polje - Jakšići - Javorje - Jelenje - Jurandvor - Jurdani - Jušići - 

## K
Kalac - Kalić - Kamenski Hrib - Kamensko - Kampelje - Kampor - Klana - Klanac - Klanice - Klenovica - Klepeće Selo - Klimno - Kocijani - Komlenići - Kornić - Kosi - Kostrena Sv. Barbara - Kostrena Sveta Lucija - Kozji Vrh - Kočičin - Kraljev Vrh - Kranjci - Kras - Krasica - Kremenići - Krivac - Križišće - Kukuljani - Kukuljanovo - Kupa, Delnice - Kupjak - Kučeli - Kuželj - 

## L
Lakmartin - Lautari - Lazac Lokvarski - Lazi - Ledenice - Leska - Leskova Draga - Liganj - Linardići - Lipa, Matulji - Liplje - Lisac - Lič - Ljubošina - Ljutići - Lokve - Lokvica - Lopar - Lopača - Lovran - Lovranska Draga - Loznati - Lubarska - LUbenice - Luka Krmpotska - Lukeži - Lukovdol - Ločice - 

## M
Majer - Maklen - Makov Hrib - Mala Lešnica - Mala Učka - Male Drage - Male Mune - Male Srakane - Mali Brgud - Mali Dol - Mali Jadrč - Mali Lug - Mali Podol - Malinska - Malo Selce - Malo Selo - Mandli - Maračići - Marija Trošt - Marinići - Martina - Martinovo Selo - Martinšćica, Cres - Martinšćica, Kostrena - Marčelji - Maršići - Matići - Matulji - Mavrinci - Medveja - Merag - Miholašćica - Mihotići - Milaši - Milohnići - Milovčići - Milčetići - Mladenići - Mlinari - Moravice - Moravička Sela - Močile - Mošćenice - Mošćenička Draga - Mrkopalj - Mrzla Vodica - Mundanije - Muraj - Musulini - Mučići - 

## N
Nadvučnik - Nenadići - Nerezine - Nikšići - Njivice - Nove Hiže - Novi Lazi - Novi Vinodolski  -

## O
Obrš - Okrivje - Omišalj - Oprič - Orlec - Osojnik - Osor - Oštrobradić - 

## P
Palit - Parg - Pasjak - Paveki - Permani - Pernat - Perovići - Petrovići - Pećišće - Pinezići - Pirovište - Planica - Planina Skradska - Plemenitaš - Plešce - Plešivica - Plešići - Plosna - Pobri - Podgora Turkovska - Podhum - Podkilavac - Podrvanj - Podstena - Podstene, Brod Moravice - Podstene, Čabar - Podvučnik - Podčudnič - Poljana - Poljane - Polje - Poljica - Ponikve - Porat - Porozina - Potkobiljak - Povile - Požar - Požarnica - Praputnjak - Predošćica - Presika - Prezid - Prhci - Prhutova Draga - Pršleti - Pucak - Punat - Punta Križa -

## R
Radigojna - Radići - Radočaj Brodski - Radoševići - Randići - Raskrižje - Raskrižje Tihovo - Rasohe - Rasopasno - Ratulje - Ravna Gora - Ravnice - Razdrto - Razloge - Razloški Okrug - Rim - Risika - Rogi - Rožići - Rožmanići - Rtić - Rubeši - Rudine - Rukovac - Rupa - Ruševo Krmpotsko - Ružići - 

## S
Sabljići - Saršoni - Sedalce - Selce - Selo - Severin na Kupi - Sibinj Krmpotski - Skrad - Skrbčići - Slavica - Sleme Skradsko - Sljeme - Smišljak - Smokvica Krmpotska - Smrekari - Smrečje - Soboli - Sokoli - Soline - Sopač - Spinčići - Srednja Draga - Sroki - Stara Baška - Stara Sušica - Stari Laz - Stari Lazi - Stivan - Strilčići - Stubica - Studena - Sunger - Supetarska Draga - Susak - Sučići - Sužan - Sveta Jelena - Sveti Anton, Malinska-Dubašnica - Sveti Anton, Mošćenička Draga - Sveti Ivan Dobrinjski - Sveti Ivan - Sveti Jakov - Sveti Petar, Cres - Sveti Petar, Mošćenička Draga - Sveti Vid Dobrinjski - Sveti Vid-Miholjice - 

## Š
Šapjane - Šepci Podstenski - Ševalj - Šije - Šilo - Šimatovo - Škalnica - Škrljevo - Šmrika - Šodići - Šoići - Štefanci - 

## T
Tići - Tomići - Topolovica - Tribalj - Tribulje - Trinajstići - Trnovica - Tropeti - Tršće - Tuk Mrkopaljski - Tuk Vojni - Tuk - Tuliševica - Turke - Turčić - Tusti Vrh - 

## U
Unije - Urinj - Ustrine - 

## V
Valići - Valun - Vantačići - Vela Učka - Vela Voda - Vele Drage - Vele Mune - Vele Srakane - Veli Brgud - Veli Dol - Veli Lošinj - Velika Lešnica - Veliki Jadrč - Veliko Selce - Veprinac - Vidovići - Viškovo - Vode - Vodice - Vrana - Vrata - Vrbnik - Vrbnik - Vrh Martinšćice - Vrh - Vrhovci - Vujnovići - Vukelići - Vučinići - Vučnik - 

## Z
Zagolik - Zagore - Zahrt - Zakrajc Brodski - Zakrajc Turkovski - Zalesina - Zaluki - Zamost - Zamost Brodski - Zapeć - Zapolje Brodsko - Zastenice - Zaumol - Zavrh - Zbićina - Zbišina - Zdihovo - Zelin Mrzlovodički - Zidarići - Zlobin - Zoretići - Zvoneće - 

## Ž
Žakule - Žejane - Žestilac - Žgaljići - Žgombići - Žrnovac - Žuknica - Županje - Žurkovo - 